# Pachyphyllum piesikii
Pachyphyllum piesikii är en orkidéart som beskrevs av Szlach., Mytnik och Piotr Rutkowski. Pachyphyllum piesikii ingår i släktet Pachyphyllum och familjen orkidéer.
Artens utbredningsområde är Ecuador. Inga underarter finns listade i Catalogue of Life.